# Snirtjebraten

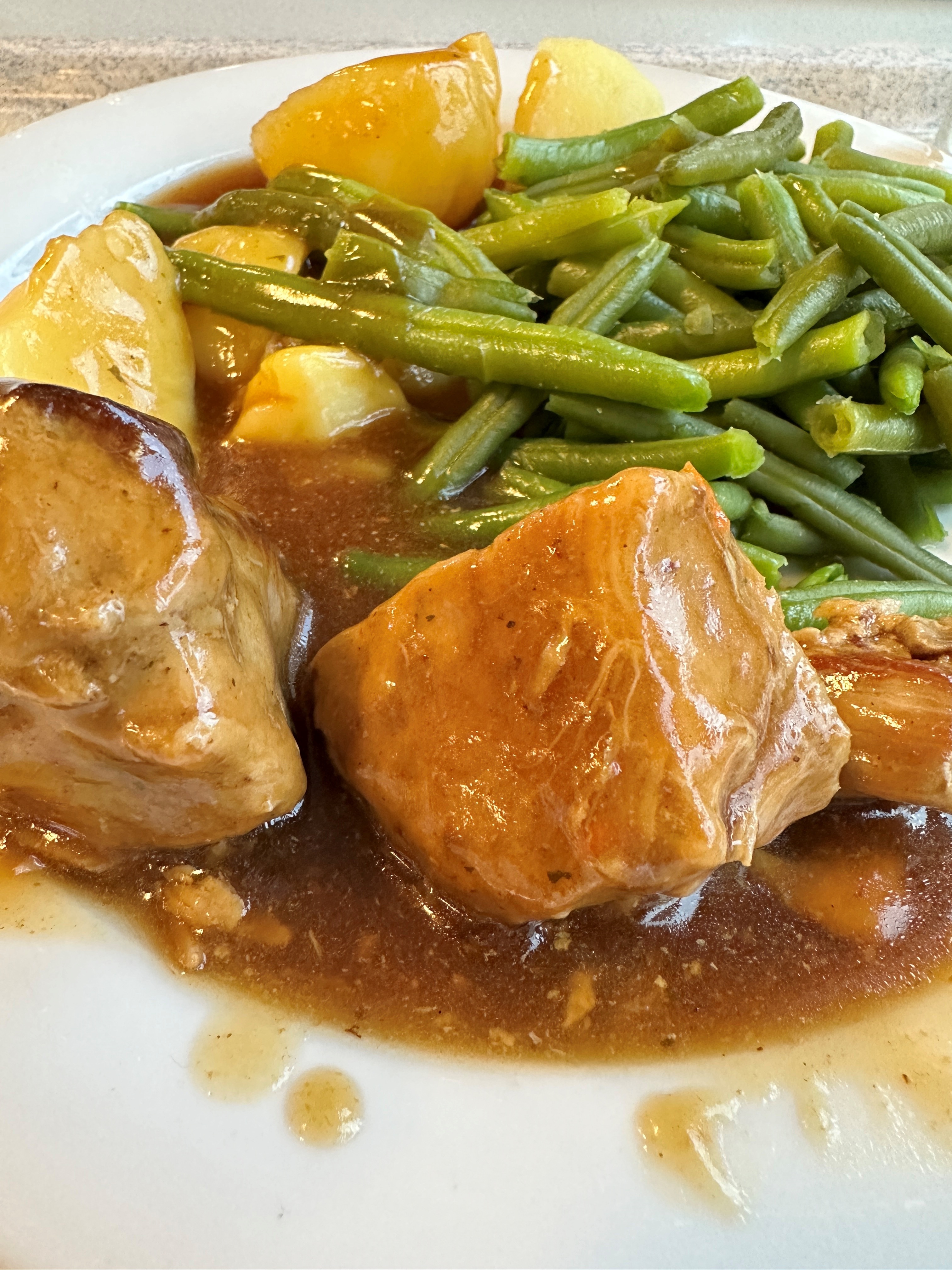
Ein klassischer Snirtjebraten mit grünen Bohnen und Kartoffeln.

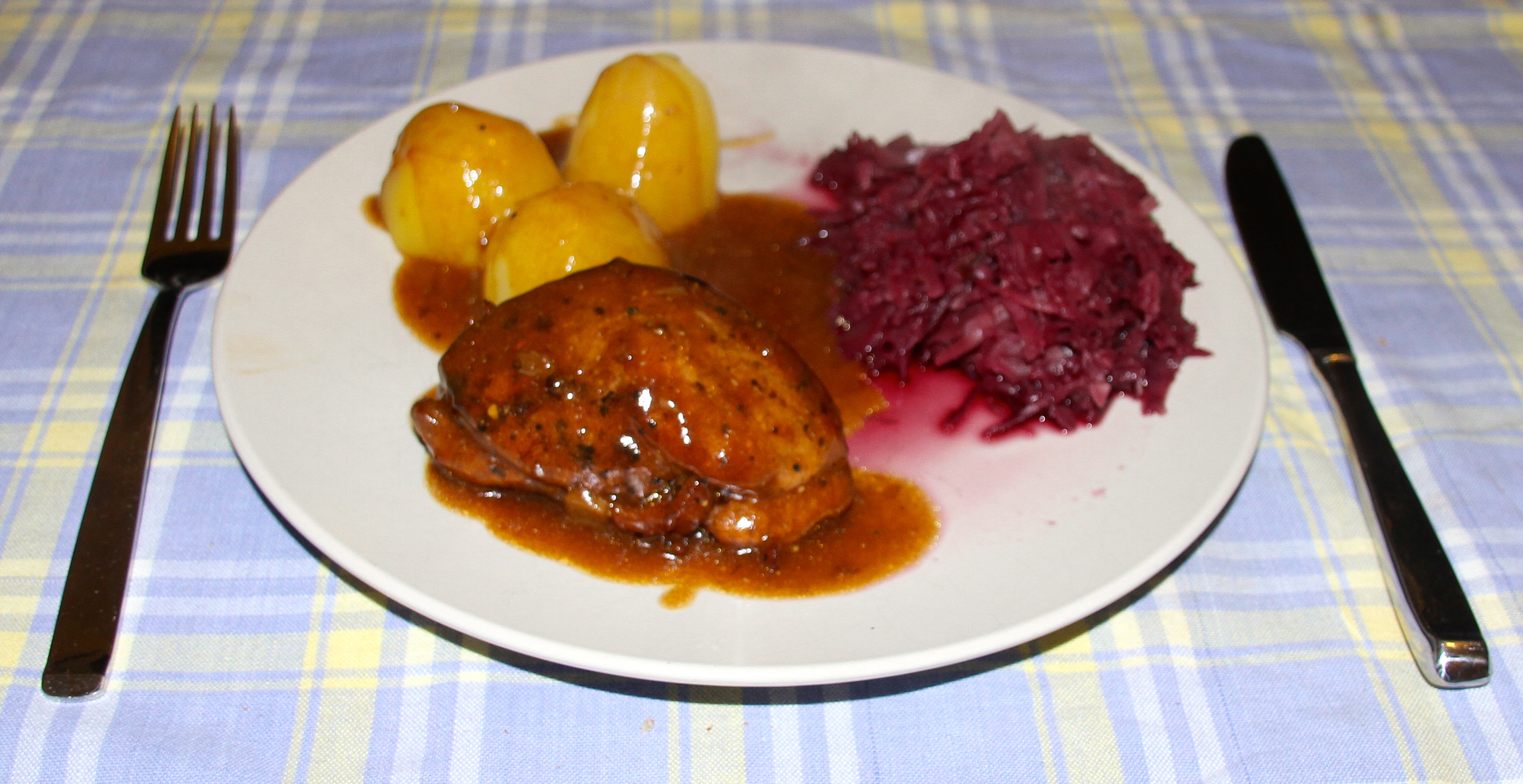
Ostfriesischer Snirtjebraten mit Rotkohl und Salzkartoffeln.

Snirtjebraten (niederdeutsch Snirtjebra, kurz Snirtje) ist ein beliebtes ostfriesisches Fleischgericht. Der Name leitet sich vom snirrtjen, auch: sniertjen, dem plattdeutschen Wort für brutzeln oder braten ab.
Das Gericht besteht aus großen Stücken Schweinefleisch, traditionell meist aus dem Nacken oder der Schulter, als Festessen auch aus Filet oder Braten. Dabei können die Stücke bis zu faustgroß sein, also etwa sechs- bis achtmal so groß wie beim Gulasch. Vor dem Anbraten werden die Fleischstücke mit Nelken, Piment, Wacholderbeeren und Lorbeerblättern, manchmal auch in Streifen geschnittenen Zwiebeln, vermischt. Die Fleischstücke werden zusammen mit vielen weiteren Zwiebeln angebraten. Bei der Verwendung von Filet muss der Braten einige Zeit durchziehen, ansonsten wird das Fleisch mindestens zwei Stunden geschmort und so besonders zart. Dazu kann etwas Mehl, Wasser zum Ablöschen sowie Salz und Pfeffer zum Würzen hinzugefügt werden. Teilweise wird zum Abbinden Tomatenmark hinzugefügt oder mit Sahne abgeschmeckt.
Zum Snirtjebraten werden in Ostfriesland vor allem Rotkohl, Gewürzgurken, Rote Bete, grüne Bohnen oder Kürbisstückchen und Salzkartoffeln gereicht. Dazu wird gerne kaltes Bier getrunken.
Ursprünglich war der Snirtjebraten das gemeinsame Essen nach dem Schlachten eines oder mehrerer Schweine auf einem Hof. Dazu kamen die ganze Familie und alle Arbeiter auf dem Hof zusammen. Die Schweine wurden meistens am frühen Morgen geschlachtet. Der fettreiche Nacken oder die Schulter wurden als Erstes aus dem Schwein herausgeschnitten und grob zerteilt, gewürzt, angebraten und während der restlichen Schlachtung in einem großen Topf geschmort. Ist das Schwein komplett zerlegt, werden dann gegen Mittag mitunter auch die Nachbarn zum fertigen Essen eingeladen.
Heutzutage bieten einige Schlachter und Supermärkte in Nordwestdeutschland bereits fertig gewürzten Snirtjebraten an. Ebenso wird mit der gleichen Rezeptur auch Rindfleisch eingelegt, meistens als Rintje oder Rintjebraten bezeichnet.